# Ministri della solidarietà sociale della Repubblica Italiana
I ministri della solidarietà sociale della Repubblica Italiana si sono avvicendati dal 1987 al 2001 e dal 2006 al 2008, dapprima come ministri senza portafoglio, fino all'istituzione del dicastero nel 2006.
Dal 2008 le sue funzioni confluirono nel Ministero del lavoro, della salute e delle politiche sociali, a sua volta dal 2009 scisso in Ministero della salute e Ministero del lavoro e delle politiche sociali.

## Lista
| Ministro                                                     | Ministro         | Ministro                     | Partito                                                    | Governo          | Mandato         | Mandato         | Leg. |
| Ministro                                                     | Ministro         | Ministro                     | Partito                                                    | Governo          | Inizio          | Fine            | Leg. |
| ------------------------------------------------------------ | ---------------- | ---------------------------- | ---------------------------------------------------------- | ---------------- | --------------- | --------------- | ---- |
| Affari sociali                                               |                  |                              |                                                            |                  |                 |                 |      |
|                                                              |                  | Rosa Russo Iervolino (1936)  | Democrazia Cristiana                                       | Goria            | 29 luglio 1987  | 13 aprile 1988  | X    |
| De Mita                                                      | 13 aprile 1988   | Rosa Russo Iervolino (1936)  | Democrazia Cristiana                                       | 23 luglio 1989   |                 |                 | X    |
| Andreotti VI                                                 | 23 luglio 1989   | Rosa Russo Iervolino (1936)  | Democrazia Cristiana                                       | 13 aprile 1991   |                 |                 | X    |
| Andreotti VII                                                | 13 aprile 1991   | Rosa Russo Iervolino (1936)  | Democrazia Cristiana                                       | 28 giugno 1992   |                 |                 | X    |
|                                                              |                  | Adriano Bompiani (1923-2013) | Democrazia Cristiana                                       | Amato I          | 28 giugno 1992  | 29 aprile 1993  | XI   |
|                                                              |                  | Fernanda Contri (1935)       | Partito Socialista Italiano                                | Ciampi           | 29 aprile 1993  | 11 maggio 1994  | XI   |
| Famiglia e solidarietà sociale                               |                  |                              |                                                            |                  |                 |                 |      |
|                                                              |                  | Antonio Guidi (1945)         | Forza Italia                                               | Berlusconi I     | 11 maggio 1994  | 17 gennaio 1995 | XII  |
|                                                              |                  | Adriano Ossicini (1920-2019) | Indipendente                                               | Dini             | 17 gennaio 1995 | 18 maggio 1996  | XII  |
| Solidarietà sociale                                          |                  |                              |                                                            |                  |                 |                 |      |
|                                                              |                  | Livia Turco (1955)           | Partito Democratico della Sinistra Democratici di Sinistra | Prodi I          | 18 maggio 1996  | 21 ottobre 1998 | XIII |
| D'Alema I                                                    | 21 ottobre 1998  | Livia Turco (1955)           | Partito Democratico della Sinistra Democratici di Sinistra | 22 dicembre 1999 |                 |                 | XIII |
| D'Alema II                                                   | 22 dicembre 1999 | Livia Turco (1955)           | Partito Democratico della Sinistra Democratici di Sinistra | 26 aprile 2000   |                 |                 | XIII |
| Amato II                                                     | 26 aprile 2000   | Livia Turco (1955)           | Partito Democratico della Sinistra Democratici di Sinistra | 11 giugno 2001   |                 |                 | XIII |
| Accorpato nel Ministero del lavoro e delle politiche sociali |                  |                              |                                                            |                  |                 |                 |      |
| Solidarietà sociale                                          |                  |                              |                                                            |                  |                 |                 |      |
|                                                              |                  | Paolo Ferrero (1960)         | Rifondazione Comunista                                     | Prodi II         | 17 maggio 2006  | 8 maggio 2008   | XV   |
| Accorpato nel Ministero del lavoro e delle politiche sociali |                  |                              |                                                            |                  |                 |                 |      |